# جیرجیرک‌های شتری
جیرجیرک‌های شتری (نام علمی: Rhaphidophoridae) نام یک تیره از زیرراسته شمشیرک‌داران است.